# Meritxell Mateu
Meritxell Mateu i Pi (19 de enero de 1966) es una política andorrana. Fue Ministra de Asuntos Exteriores del Principado de Andorra y posteriormente Consellera General hasta octubre de 2016.
Es licenciada en Historia por la Universidad Paul Valéry de Montpellier y en Relaciones Internacionales por el Instituto Libre de Estudio de las Relaciones Internacionales de París.
Fue miembro de la Asamblea Parlamentaria del Consejo de Europa desde 2011 a 2016.

## Cargos
- 2007-2009 Ministra de Asuntos Exteriores.
- 2005-2007: Ministra de Vivienda, Enseñanza Superior e Investigación.
- 2001: Embajadora de Andorra en Eslovenia.
- 1999-2004: Embajadora de Andorra en Alemania.
- 1999: Embajadora de Andorra en Dinamarca.
- 1998: Embajadora de Andorra en Países Bajos.
- 1997: Embajadora de Andorra en la Unión Europea, en Bélgica y en Luxemburgo.
- 1995-1999: Embajadora de Andorra en Francia.
- 1995-1999: Representante permanente de Andorra ante el Consejo de Europa.
- 1995-1999: Delegada permanente de Andorra en la UNESCO.